# Францішек Пекосінський
Франці́шек Пекосі́нський (Францішек Ксаверій Валеріан Леонард Адольф Пакош Пекосінський, при народженні — Пекусінський, пол. Franciszek Ksawery Walerian Leonard Adolf Pakosz Piekosiński (Piekusiński); 3 лютого 1844, Верцани — 27 листопада 1906, Краків) — польський історик, геральдик і юрист, професор Краківського університету, член Академії знань.

## Біографія
Закінчив гімназію в Тарнові, 1865 року — факультет права Ягайлонського університету. 1871 року в цьому університеті захистив докторську дисертацію. Працював у різних фінансових закладах Галичини. Від 1870 року входив до історичної комісії Краківського наукового товариства. Від 1892 року керував Краківським державним архівом. Помер 27 листопада 1906 у Кракові, похований на Раковицькому цвинтарі.

### Праці
- O źródłach heraldyki ruskiej, 1899
- O dynastycznem szlachty polskiej pochodzeniu, 1888
- Średniowieczne znaki wodne, zebrane z rękopisów w archiwach i bibliotekach polskich głównie krakowskich z XIV w., Kraków 1893
- Heraldyka polska wieków średnich. Kraków 1899.
- Rycerstwo polskie wieków średnich, 1901
- Poczet rodów szlachty polskiej wieków średnich. Rocznik Towarzystwa Heraldycznego we Lwowie. Tom II. Lwów 1911.
- Wybór znaków wodnych średniowiecznych, Kraków 1896.
- Pieczęcie polskie wieków średnich, Kraków 1899
- Rycerstwo małopolskie w dobie piastowej,Kraków, 1901